# Comitatul Solnocul Interior

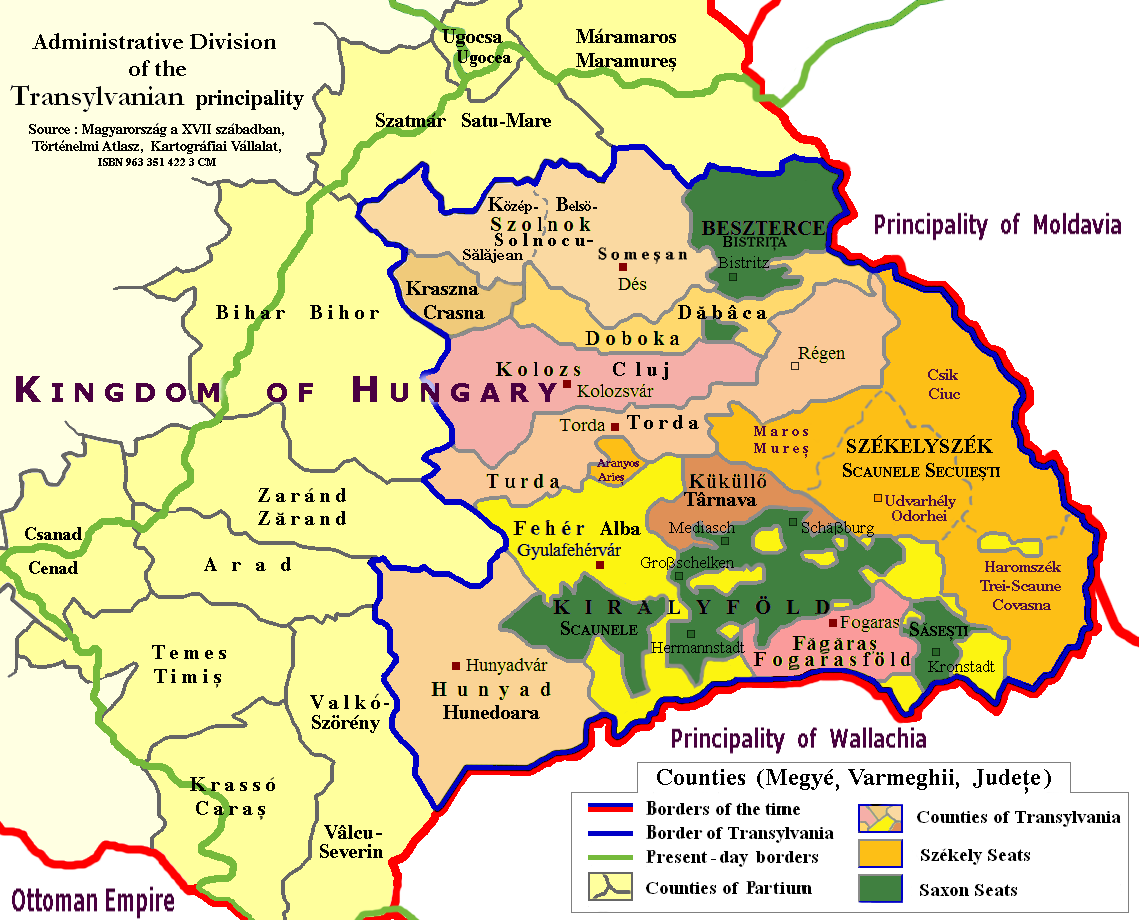
Comitatul "Solnocul Someșan" pe harta împărţirii administrative a Transilvaniei medievale

Comitatul Solnocul Interior sau dinăuntru sau Someșan (în maghiară Belső-Szolnok vármegye, în germană Komitat Inner-Szolnok) a fost unul dintre comitatele medievale din Transilvania ale Regatului Ungariei, care a funcționat din secolul al XII-lea până la reforma administrativă din 1784. Capitala comitatului a fost orașul Dej (în maghiară Dés). Era denumit interior deoarece se afla în Principatul Transilvaniei, ulterior în Marele Principat al Transilvaniei spre deosebire de comitatul vecin al Solnocului Exterior sau dinafară sau  Sălăjean care se afla înafara Principatului, în Partium.

## Istorie
Comitatul medieval al Solnocului Someșan (dinăuntru) format în secolul XI dispare în 1784 odată cu împărțirea Marelui-Principat al Transilvaniei în Bezirke, decisă de împăratul habsburgic Iosif al II-lea, apoi este restabilit în cadrul Regatului Ungar, dar cu un teritoriu mai concentrat și cu limite simplificate, prin reforma administrativă legată de constituirea Imperiului Austro-Ungariei în 1876, care desființează Marele-Principat al Transilvaniei. Cea mai mare parte a vechiului comitat al al Solnocului Someșan este atunci contopită cu părți din fostul comitat Dăbâca pentru a forma noul comitat Solnoc-Dăbâca.
În 1918, urmată fiind de confirmarea Tratatului de la Trianon din 1920, comitatul Solnoc-Dăbâca, odată cu întreaga Transilvanie istorică, a devenit parte a României. În perioada 1940-1944, această regiune a fost ocupată de Ungaria, în urma Dictatului de la Viena.